# Dans le silence, je sens rouler la terre
Pour plus de détails, voir Fiche technique et Distribution.
Dans le silence, je sens rouler la terre est un  documentaire franco-algérien réalisé en 2010.

## Synopsis
En 1939, la fin de la guerre civile espagnole oblige des milliers d’hommes, de femmes et d’enfants à fuir l’Espagne franquiste. En Algérie, l’administration française ouvre des camps pour les accueillir. 70 après, un jeune Algérien enquête sur ces camps. Malgré l’absence d’archives, les traces ont survécu à l’oubli collectif et transparaissent dans l’Algérie d’aujourd’hui,,.

## Fiche technique
- Réalisation : Mohamed Lakhdar Tati
- Production : Stella Productions
- Scénario : Mohamed Lakhdar Tati
- Image : Sylvie Petit
- Montage : Julie Dupré
- Son : Baptiste Chauchat
- Musique : Mohamed Zami